# Doxthi la Sabina
Doxthi la Sabina är en ort i Mexiko.   Den ligger i kommunen Zimapán och delstaten Hidalgo, i den sydöstra delen av landet, 140 km norr om huvudstaden Mexico City. Doxthi la Sabina ligger 1 825 meter över havet och antalet invånare är 215.
Terrängen runt Doxthi la Sabina är kuperad. Runt Doxthi la Sabina är det ganska glesbefolkat, med 39 invånare per kvadratkilometer. Närmaste större samhälle är Zimapan, 6,2 km norr om Doxthi la Sabina. Trakten runt Doxthi la Sabina består i huvudsak av gräsmarker.